# Cho Woon Sup
 Der er for få eller ingen kildehenvisninger i denne artikel, hvilket er et problem. Du kan hjælpe ved at angive troværdige kilder til de påstande, som fremføres i artiklen.

Cho Woon Sup (født 5. februar 1952 i Chonju i det sydvestlige Korea) er en koreansk stormester af 9. Dan, inden for den koreanske kampkunst Taekwondo.
Kwanjang-nim / Grandmaster Cho Woon Sup er teknisk leder for en lang række taekwondoklubber i Norge, Danmark og Island.
Han begyndte på Taekwondo i 1963, som 11 årig. I 1977 flyttede han til Danmark for at arbejde på den koreanske ambassade og i Korean Air.
I 1981 blev han fast chefinstruktør i Rødovre Taekwondo Klub, frem til 1987, hvor han flyttede til Norge hvor han blev chefinstruktør i Hønefoss og landstræner for Norge.
I 1996 opretter Master Cho foreningen TTU – Traditionel Taekwondo Union. 
I år 2000 flyttede Cho til Bergen (Norge) og den 8. oktober 2008 opnåede han 9. Dan.
2010 blev han valgt til "Member of the board" i Kukkiwon – The World Taekwondo Headquater) 

## Grandmaster Cho Woon Sup's bogudgivelser
- 1988? TAEKWONDO 1 ISBN 82-992806-1-3
- 1988? Taekwondo Junior
- 2009 Su Shin Taekwondo 1
- 2010 Matchuoe Kyoregi 4 ISBN 978-87-993861-0-9